# Zimnica (wzniesienie)
Zimnica – wzniesienie o wysokości 224 m n.p.m. położone na Wzgórzach Dalkowskich, najwyższe w powiecie żagańskim i jedno z najwyższych w województwie lubuskim. Znajduje się na zachód od wsi Zimna Brzeźnica w gminie Niegosławice, w pobliżu przysiółka Zagóra. Dostęp do Zimnicy jest możliwy od strony Zimnej Brzeźnicy drogą polną. Wzniesienie jest położone na terenie rolnym i w niewielkiej części pokryte lasem. W pobliżu Zimnicy ma źródła ciek Biała Woda.